# Tanjung Kumbik Utara
Tanjung Kumbik Utara is een bestuurslaag in het regentschap Natuna van de provincie Riau-archipel, Indonesië. Tanjung Kumbik Utara telt 357 inwoners (volkstelling 2010).